# EuroChallenge 2008./09.
EuroChallenge 2008./09. je 6. izdanje trećeg najjačeg natjecanja u Europi i prvo izdanje pod imenom EuroChallenge. Prethodnih godina ovo natjecanje je nosilo ime FIBA Eurokup. U ovom natjecanju sudjelovalo je 40 momčadi (plus 16 momčadi iz ULEB Eurokupa 2008./09.) iz 21 različite države. Pobjednik natjecanja je talijanska Virtus Bologna, a najkorisniji igrač natjecanja je također igrač Virtusa Keith Langford.

## Momčadi koje nastupaju u EuroChallengeu
| Country    | Teams | Teams                  | Teams                    | Teams             | Teams          |
| ---------- | ----- | ---------------------- | ------------------------ | ----------------- | -------------- |
| Rusija     | 4     | Ural Great             | Triumph Lyubertsy        | Lokomotiv Rostov  | CSK VVS Samara |
| Belgija    | 3     | Base Oostende          | Dexia Mons-Hainaut       | Liege Basket      |                |
| Njemačka   | 3     | Telekom Baskets Bonn   | Deutsche Bank Skyliners  | EWE Baskets       |                |
| Ukrajina   | 3     | BC Kijev               | Khimik                   | Sumykhimprom Sumy |                |
| Cipar      | 3     | Keravnos               | Proteas EKA AEL          | APOEL             |                |
| Estonija   | 2     | BC Kalev               | Tartu Ülikool/Rock       |                   |                |
| Francuska  | 2     | Cholet Basket          | Hyères-Toulon            |                   |                |
| Nizozemska | 2     | EiffelTowers Den Bosch | EclipseJet MyGuide A'dam |                   |                |
| Grčka      | 1     | Olympia Larissa        |                          |                   |                |
| Izrael     | 1     | Hapoel Jeruzalem       |                          |                   |                |
| Italija    | 1     | Virtus Bologna         |                          |                   |                |
| Latvija    | 1     | BK Ventspils           |                          |                   |                |
| Litva      | 1     | BC Siauliai            |                          |                   |                |
| Austrija   | 1     | Allianz Swans Gmunden  |                          |                   |                |
| Poljska    | 1     | Czarni Słupsk          |                          |                   |                |
| Španjolska | 1     | Cajasol                |                          |                   |                |
| Turska     | 1     | Galatasaray Café Crown |                          |                   |                |
| Švicarska  | 1     | Benetton Fribourg      |                          |                   |                |

## Kvalifikacije

### 1. kolo
|   | Momčad #1          | Ukup.   | Momčad #2              | 1. uta. | 2. uta. |
| - | ------------------ | ------- | ---------------------- | ------- | ------- |
| B | BK Prostějov       | 134-148 | KK Zagreb              | 61-69   | 73-79   |
| C | KK AMAK            | 148-145 | Zlatorog Laško         | 70-76   | 78-69   |
| D | CSU Asesoft        | 147-145 | Spartak                | 79-76   | 68-69   |
| E | U Mobitelco Cluj   | 132-163 | EWE Baskets            | 60-86   | 72-77   |
| F | Svendborg Rabbits  | 168-180 | HKK Široki             | 92-100  | 76-80   |
| H | MBK Mykolaiv       | 138-151 | DB Skyliners           | 68-75   | 70-76   |
| I | Energy Invest      | 160-200 | Sumykhimprom           | 81-110  | 79-90   |
| J | Spartak Pleven     | 153-176 | Antalya Basket         | 83-87   | 70-89   |
| K | APOEL              | 113-135 | JA Vichy               | 52-66   | 61-69   |
| L | CSU Sibiu          | 144-186 | Banvit                 | 67-74   | 77-112  |
| M | KK Cedevita Zagreb | 150-157 | Hyères-Toulon          | 92-82   | 58-75   |
| N | Körmend            | 171-201 | EiffelTowers Den Bosch | 71-88   | 100-113 |
| O | BC Donetsk         | 120-134 | AEL                    | 65-65   | 55-79   |
| P | Bakken Bears       | 119-164 | Liege Basket           | 55-67   | 64-97   |

### 2. kolo
|  | Momčad #1              | Ukup.   | Momčad #2      | 1. uta. | 2. uta. |
|  | ---------------------- | ------- | -------------- | ------- | ------- |
|  | EiffelTowers Den Bosch | 166-130 | KK AMAK        | 94-66   | 72-64   |
|  | HKK Široki             | 155-164 | Sumykhimprom   | 73-73   | 82-91   |
|  | CSK VSS                | 149-136 | KK Zagreb      | 80-60   | 69-76   |
|  | DB Skyliners           | 127-125 | Antalya Basket | 60-60   | 67-65   |
|  | Hyères-Toulon          | 170-154 | CSU Asesoft    | 103-77  | 67-77   |
|  | EWE Baskets            | 150-120 | KK Borac       | 76-46   | 74-74   |
|  | Liege Basket           | 154-137 | JA Vichy       | 74-67   | 80-70   |
|  | Banvit                 | 165-189 | AEL            | 93-100  | 72-89   |

## Regularna sezona

### Grupa A
|    | Klub           | Sus. | Pob. | Izg. | PD  | PP  | Razl. |
| -- | -------------- | ---- | ---- | ---- | --- | --- | ----- |
| 1. | Belgacom Liege | 6    | 6    | 0    | 492 | 433 | +59   |
| 2. | Cajasol        | 6    | 3    | 3    | 480 | 405 | +75   |
| 3. | BK Ventspils   | 6    | 2    | 4    | 436 | 509 | −73   |
| 4. | Energa Czarni  | 6    | 1    | 5    | 462 | 523 | −61   |

### Grupa B
|    | Klub            | Sus. | Pob. | Izg. | PD  | PP  | Razl. |
| -- | --------------- | ---- | ---- | ---- | --- | --- | ----- |
| 1. | Ural Great      | 6    | 5    | 1    | 498 | 433 | +65   |
| 2. | Telekom Baskets | 6    | 3    | 3    | 417 | 413 | +4    |
| 3. | SAOS Hyères     | 6    | 3    | 3    | 478 | 485 | −7    |
| 4. | Keravnos        | 6    | 1    | 5    | 434 | 496 | −62   |

### Grupa C
|    | Klub             | Sus. | Pob. | Izg. | PD  | PP  | Razl. |
| -- | ---------------- | ---- | ---- | ---- | --- | --- | ----- |
| 1. | Cholet Basket    | 6    | 6    | 0    | 485 | 410 | +75   |
| 2. | Lokomotiv Rostov | 6    | 4    | 2    | 460 | 424 | +36   |
| 3. | BC Sumykhimprom  | 6    | 1    | 5    | 471 | 513 | −42   |
| 4. | Benetton Olympic | 6    | 1    | 5    | 384 | 453 | −69   |

### Grupa D
|    | Klub            | Sus. | Pob. | Izg. | PD  | PP  | Razl. |
| -- | --------------- | ---- | ---- | ---- | --- | --- | ----- |
| 1. | Proteas EKA AEL | 6    | 4    | 2    | 519 | 456 | +63   |
| 2. | EiffelTowers    | 6    | 4    | 2    | 501 | 480 | +21   |
| 3. | BC Siauliai     | 6    | 4    | 2    | 484 | 497 | −13   |
| 4. | Allianz Swans   | 6    | 0    | 6    | 428 | 499 | −71   |

### Grupa E
|    | Klub               | Sus. | Pob. | Izg. | PD  | PP  | Razl. |
| -- | ------------------ | ---- | ---- | ---- | --- | --- | ----- |
| 1. | EWE Baskets        | 6    | 4    | 2    | 469 | 451 | +18   |
| 2. | EclipseJet MyGuide | 6    | 3    | 3    | 435 | 447 | −12   |
| 3. | Hapoel Jeruzalem   | 6    | 3    | 3    | 397 | 377 | +20   |
| 4. | Olympia Larissa    | 6    | 2    | 4    | 357 | 383 | −26   |

### Grupa F
|    | Klub                   | Sus. | Pob. | Izg. | PD  | PP  | Razl. |
| -- | ---------------------- | ---- | ---- | ---- | --- | --- | ----- |
| 1. | Dexia                  | 6    | 4    | 2    | 514 | 451 | +63   |
| 2. | Galatasaray Café Crown | 6    | 4    | 2    | 483 | 447 | +36   |
| 3. | KK Zagreb              | 6    | 2    | 4    | 443 | 492 | −49   |
| 4. | Khimik                 | 6    | 2    | 4    | 449 | 499 | −50   |

### Grupa G
|    | Klub           | Sus. | Pob. | Izg. | PD  | PP  | Razl. |
| -- | -------------- | ---- | ---- | ---- | --- | --- | ----- |
| 1. | Virtus Bologna | 6    | 5    | 1    | 472 | 444 | +28   |
| 2. | CSK-VVS        | 6    | 3    | 3    | 440 | 439 | +1    |
| 3. | Base Oostende  | 6    | 2    | 4    | 490 | 487 | +3    |
| 4. | Tartu Rock     | 6    | 2    | 4    | 451 | 483 | −32   |

### Grupa H
|    | Klub              | Sus. | Pob. | Izg. | PD  | PP  | Razl. |
| -- | ----------------- | ---- | ---- | ---- | --- | --- | ----- |
| 1. | BC Triumph        | 6    | 4    | 2    | 441 | 405 | +36   |
| 2. | BC Kijev          | 6    | 4    | 2    | 440 | 393 | +47   |
| 3. | D. Bank Skyliners | 6    | 2    | 4    | 375 | 425 | −50   |
| 4. | BC Kalev Cramo    | 6    | 2    | 4    | 431 | 464 | −33   |

## Najboljih 16

### Grupa I
|    | Klub            | Sus. | Pob. | Izg. | PD  | PP  | Razl. |
| -- | --------------- | ---- | ---- | ---- | --- | --- | ----- |
| 1. | Cholet Basket   | 6    | 5    | 1    | 450 | 408 | +42   |
| 4. | Telekom Baskets | 6    | 3    | 3    | 415 | 425 | –10   |
| 2. | Belgacom Liege  | 6    | 2    | 4    | 410 | 432 | –22   |
| 3. | EiffelTowers    | 6    | 2    | 4    | 433 | 443 | –10   |

### Grupa J
|    | Klub                   | Sus. | Pob. | Izg. | PD  | PP  | Razl. |
| -- | ---------------------- | ---- | ---- | ---- | --- | --- | ----- |
| 1. | Virtus Bologna         | 6    | 4    | 2    | 479 | 444 | +35   |
| 2. | BC Kijev               | 6    | 4    | 2    | 446 | 399 | +47   |
| 3. | EWE Baskets            | 6    | 3    | 3    | 456 | 470 | –14   |
| 4. | Galatasaray Café Crown | 6    | 1    | 5    | 478 | 546 | –68   |

### Grupa K
|    | Klub             | Sus. | Pob. | Izg. | PD  | PP  | Razl. |
| -- | ---------------- | ---- | ---- | ---- | --- | --- | ----- |
| 1. | Proteas EKA AEL  | 6    | 5    | 1    | 472 | 421 | +51   |
| 2. | Ural Great       | 6    | 3    | 3    | 453 | 453 | 0     |
| 3. | Cajasol          | 6    | 2    | 4    | 417 | 418 | –1    |
| 4. | Lokomotiv Rostov | 6    | 2    | 4    | 399 | 449 | –50   |

### Grupa L
|    | Klub               | Sus. | Pob. | Izg. | PD  | PP  | Razl. |
| -- | ------------------ | ---- | ---- | ---- | --- | --- | ----- |
| 1. | BC Triumph         | 6    | 5    | 1    | 472 | 431 | +41   |
| 2. | EclipseJet MyGuide | 6    | 4    | 2    | 481 | 461 | +20   |
| 3. | Dexia              | 6    | 3    | 3    | 495 | 482 | +13   |
| 4. | CSK-VVS            | 6    | 0    | 6    | 429 | 503 | –74   |

## Četvrtfinale
| Momčad #1       | Ukup. | Momčad #2            | 1. uta. | 2. uta. | 3. uta.* |
| --------------- | ----- | -------------------- | ------- | ------- | -------- |
| Cholet Basket   | 2-1   | BC Kijev             | 68-52   | 72-77   | 80-74    |
| Virtus Bologna  | 2-0   | Telekom Baskets Bonn | 86-76   | 106-91  |          |
| Proteas EKA AEL | 2-0   | EclipseJet MyGuide   | 82-72   | 83-72   |          |
| BC Triumph      | 2-1   | Ural Great           | 100-102 | 91-65   | 78-63    |

* Ako je potrebno

## Final Four
|  | Polufinale            | Polufinale            |    |                       | Finale                | Finale |
|  |                       |                       |    |                       |                       |        |
|  | 24. travnja - Bologna |                       |    |                       |                       |        |
|  | Cholet Basket         | 81                    |    |                       |                       |        |
|  | BC Triumph            | 78                    |    |                       |                       |        |
|  |                       |                       |    |                       |                       |        |
|  |                       |                       |    |                       | 26. travnja - Bologna |        |
|  |                       |                       |    |                       | Cholet Basket         | 75     |
|  |                       | Virtus Bologna        | 77 |                       |                       |        |
|  |                       |                       |    |                       |                       |        |
|  |                       |                       |    |                       |                       |        |
|  |                       |                       |    |                       | Treće mjesto          |        |
|  | 24. travnja - Bologna | 24. travnja - Bologna |    | 26. travnja - Bologna | 26. travnja - Bologna |        |
|  | Virtus Bologna        | 83                    |    | BC Triumph            | 94                    |        |
|  | Proteas EKA AEL       | 69                    |    |                       | Proteas EKA AEL       | 82     |

## Vanjske poveznice
- FIBA Europa
- Službena stranica Eurobasketa

| Košarkaška natjecanja u sezoni 2008./09. | Košarkaška natjecanja u sezoni 2008./09.                                   |
| ---------------------------------------- | -------------------------------------------------------------------------- |
|                                          |                                                                            |
| Košarkaške lige                          | NLB liga 2008./09. \| A-1 HKL 2008./09. \| 1. A SKL 2008./09.              |
|                                          |                                                                            |
| Europska košarkaška natjecanja           | Euroliga 2008./09. \| EuroChallenge 2008./09. \| ULEB Eurokup 2008./09. \| |
|                                          |                                                                            |
| Američka košarkaška natjecanja           | NBA 2008./09.                                                              |
|                                          |                                                                            |
| Europska prvenstva                       | Europsko prvenstvo u košarci – Poljska 2009.                               |
|                                          |                                                                            |
| Olimpijske igre                          | XXIX. Olimpijske igre - Peking 2008.                                       |

| Košarkaška natjecanja u sezoni 2008./09. | Košarkaška natjecanja u sezoni 2008./09.                                   |
| ---------------------------------------- | -------------------------------------------------------------------------- |
|                                          |                                                                            |
| Košarkaške lige                          | NLB liga 2008./09. \| A-1 HKL 2008./09. \| 1. A SKL 2008./09.              |
|                                          |                                                                            |
| Europska košarkaška natjecanja           | Euroliga 2008./09. \| EuroChallenge 2008./09. \| ULEB Eurokup 2008./09. \| |
|                                          |                                                                            |
| Američka košarkaška natjecanja           | NBA 2008./09.                                                              |
|                                          |                                                                            |
| Europska prvenstva                       | Europsko prvenstvo u košarci – Poljska 2009.                               |
|                                          |                                                                            |
| Olimpijske igre                          | XXIX. Olimpijske igre - Peking 2008.                                       |